# I Want to See the Bright Lights Tonight
Az 1974-es I Want To See The Bright Lights Tonight a Richard & Linda Thompson duó első nagylemeze. A Henry The Human Fly sikertelensége után Richard Thompson Linda Peters stúdióénekessel hozott létre személyes és szakmai kapcsolatot.
Míg a kritikusok első albumát durván támadták, addig az I Want To See The Bright Lights Tonight-ot mesterműnek tartották. Mára az angol folk-rock klasszikusává és Thompson legjobb munkájáva vált.
2003-ban 479. lett a Rolling Stone magazin Minden idők 500 legjobb albuma listáján. Szerepel továbbá az 1001 lemez, amit hallanod kell, mielőtt meghalsz című könyvben.

## Az album dalai
|     | Cím                                     | Szerző(k)        | Hossz |
| --- | --------------------------------------- | ---------------- | ----- |
| 1.  | When I Get To The Border                | Richard Thompson | 3:23  |
| 2.  | The Calvary Cross                       | Thompson         | 3:50  |
| 3.  | Withered and Died                       | Thompson         | 3:24  |
| 4.  | I Want to See the Bright Lights Tonight | Thompson         | 3:06  |
| 5.  | Down Where the Drunkards Roll           | Thompson         | 4:04  |
| 6.  | We Sing Hallelujah                      | Thompson         | 2:49  |
| 7.  | Has He Got A Friend For Me              | Thompson         | 3:30  |
| 8.  | The Little Beggar Girl                  | Thompson         | 3:24  |
| 9.  | The End of the Rainbow                  | Thompson         | 3:54  |
| 10. | The Great Valerio                       | Thompson         | 5:21  |

## Közreműködők
- Richard Thompson – gitár, ének, dulcimer, mandolin, fütty, billentyűk
- Linda Thompson – ének
- Timmy Donald – dob
- Pat Donaldson – basszusgitár
- John Kirkpatrick – harmonika, hatszögletű harmonika
- Simon Nicol – dulcimer
- Brian Gulland – görbekürt
- Richard Harvey – görbekürt
- Royston Wood – ének
- The CWS Silver Band

## Fordítás
Ez a szócikk részben vagy egészben az I Want to See the Bright Lights Tonight című angol Wikipédia-szócikk ezen változatának fordításán alapul.  Az eredeti cikk szerkesztőit annak laptörténete sorolja fel. Ez a jelzés csupán a megfogalmazás eredetét és a szerzői jogokat jelzi, nem szolgál a cikkben szereplő információk forrásmegjelöléseként.